# Laïla Marrakchi

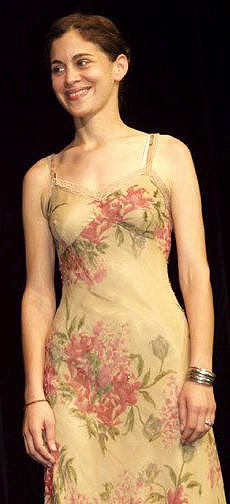
Laïla Marrakchi auf dem Filmfestival in Cannes 2005

Laïla Marrakchi (* 10. Dezember 1975 in Casablanca) ist eine marokkanische Regisseurin und Drehbuchautorin.

## Leben und Karriere
Laïla Marrakchi absolvierte eine Hochschulausbildung mit dem DEA in Filmkunst. Nach verschiedenen Regieassistenzen brachte sie 2000 ihren ersten eigenen Kurzfilm L’Horizon perdu in die Aufführung. Zwei Dokumentarfilme folgten 2001 (Femmes en royaume und Derrière les portes du hammam), ehe sie 2002 auf dem Internationalen Festival des französischen Films in Namur mit Deux cents dirhams einen weiteren Kurzfilm präsentierte, der sich wie die vorherigen mit dem Alltag in Marokko befasst. 2003 folgte mit Momo mambo ein weiterer Kurzfilm. L’Horizon perdu wurde 2000 auf dem Torino Festival des jungen Films in Turin ausgezeichnet, Deux cents dirhams 2003 auf dem Internationalen Kurzfilmfestival in Tampere.
Bekannt wurde Laïla Marrakchi mit dem 2004 produzierten und 2005 auf den Internationalen Filmfestspielen von Cannes in einer Sonderkategorie aufgeführten Film Marock, ihrem ersten Spielfilm in voller Länge, in den auch ihre eigenen Jugenderfahrungen einflossen. Er beschäftigt sich mit dem Leben junger Menschen der marokkanischen Oberschicht in Casablanca Ende der 1990er Jahre und erzählt die Geschichte einer jungen Muslimin, die sich einem jüdischen Mitschüler zu nähern versucht und den Einflüssen ihrer zwar wenig religiösen, so doch traditionellen Wurzeln verhafteten Familie. Marock kam am Anfang des Jahres 2006 in die Kinos und wurde auch 2007 beim Jüdischen Filmfestival Wien aufgeführt.
Laïla Marrakchi ist Muslimin und verheiratet mit Alexandre Aja, französischer Regisseur, Drehbuchautor und Filmproduzent sowie sephardischer Jude.